# Leucostoma abbreviata
Leucostoma abbreviata är en tvåvingeart som beskrevs av Herting 1971. Leucostoma abbreviata ingår i släktet Leucostoma, och familjen parasitflugor. Arten är reproducerande i Sverige.